# Стјуарт Вилсон
Стјуарт Конан Вилсон (енгл. Stuart Conan Wilson; рођен 25. децембра 1946, Гилфорд, Сари), енглески је позоришни, филмски и ТВ глумац. Углавном је познат по споредним улогама.
Најпознатији по својим зликовачким улогама у популарним филмовима као што су Смртоносно оружје 3 (1992), Доба невиности (1993), Немогуће бекство (1994), Смрт и девојка (1994), Маска Зороа (1998), Државни непријатељ (1998) и Пандури у акцији (2007) између осталих.